# カザンの生神女

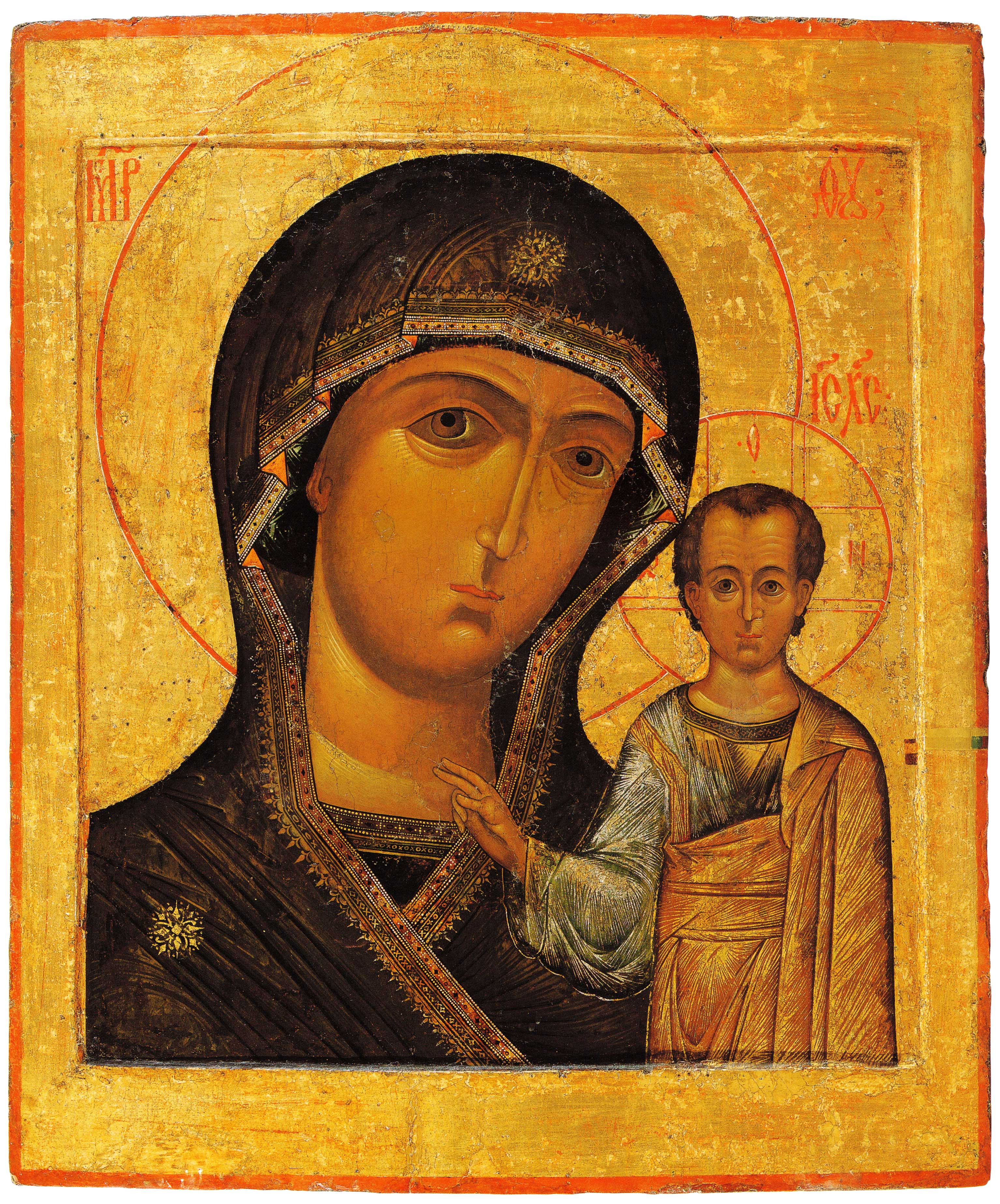
1649年の複製。

カザンの生神女（カザンのしょうしんじょ、ロシア語: Каза́нская ико́на Бо́жией Ма́тери、カザンの聖母とも　英語: Our Lady of Kazan）とは、ロシア正教会で最も有名な生神女マリヤのイコンの一つ。カザン市を護り、援ける者としての生神女を描いている。複製画はカトリック教会でも尊ばれている。

## 概要
何世紀にも亘ってロシアの守護者とされてきたが、それも1904年にこのイコン画が盗難に遭い、（おそらくは）破壊されるまでのことだった。モスクワとサンクトペテルブルクの2箇所にある有名なカザン聖堂は、全国にある無数の教会がそうであるように、カザンの生神女に献堂されている。このイコン画は7月21日と11月4日を祭日とする。
古来からの、複製とはいえ尊ばれてきたイコン画は、モスクワとヤロスラヴリ、サンクトペテルブルクのカザン聖堂で掲げられてきた。

## 歴史
このイコンが、幼い少女マトリョーナによってカザン市の地下から発見されたのは、1579年7月8日のことである。伝承によればマトリョーナの夢に生神女マリヤが現れて、イコンのある場所を明らかにしたのだという。また、イコンをカザンにある生神女福音大聖堂に移し、納めるための十字行において、イオシフとニキタと呼ばれる二人の盲人が癒される奇蹟があったとも伝えられる。
オリジナルのイコンは、イヴァン4世の命により、イコンの発見を記念して建てられたカザンの生神女聖堂に納められた。また同所にカザンの生神女女子修道院が創建された。
このイコンを記憶して建てられた教会は他にもあり、イコンの複製はモスクワ、ヤロスラヴリ、サンクトペテルブルクのカザン聖堂でも掲げられた。

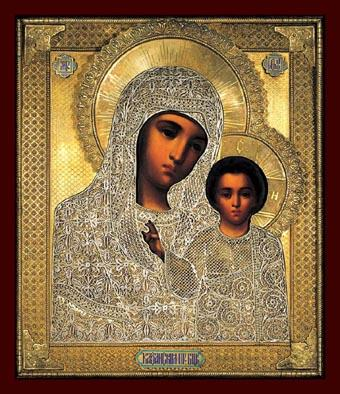
19世紀のもの

1904年、イコンは数世紀にわたって保管されていたカザンの教会から盗まれた。
ただし、この盗難のはるか前、1612年にはモスクワに移されていたとの説も歴史家から出されているなど、盗まれたイコンがオリジナルのものであったかについては結論が出ていない。また盗難に遭ったイコンが破壊されたのか、それとも何処かに移されたのか、あるいは以下に詳述する「ファティマのイコン」がオリジナルのものであるのかについても、明確な結論は出ていない。

## ファティマのイコン
1917年のロシア革命ののち、実はオリジナルのイコンがサンクトペテルブルクにあるのではないかという憶測が飛んだ。伝えられるところでは、イコン画「カザンの生神女」は、レニングラード包囲戦の間、要塞都市の各所で十字行をする際に用いられたのだという。またそうではなく、ボリシェヴィキによって国外に売却されたのだという主張もあった。これらの説をロシア正教会は認めていないが、オリジナルと評される現存のイコンはいくつかあり、そのうちの一枚は「ファティマの聖母の青色軍」(en) が1970年に入手し、ポルトガルのファティマに安置した。

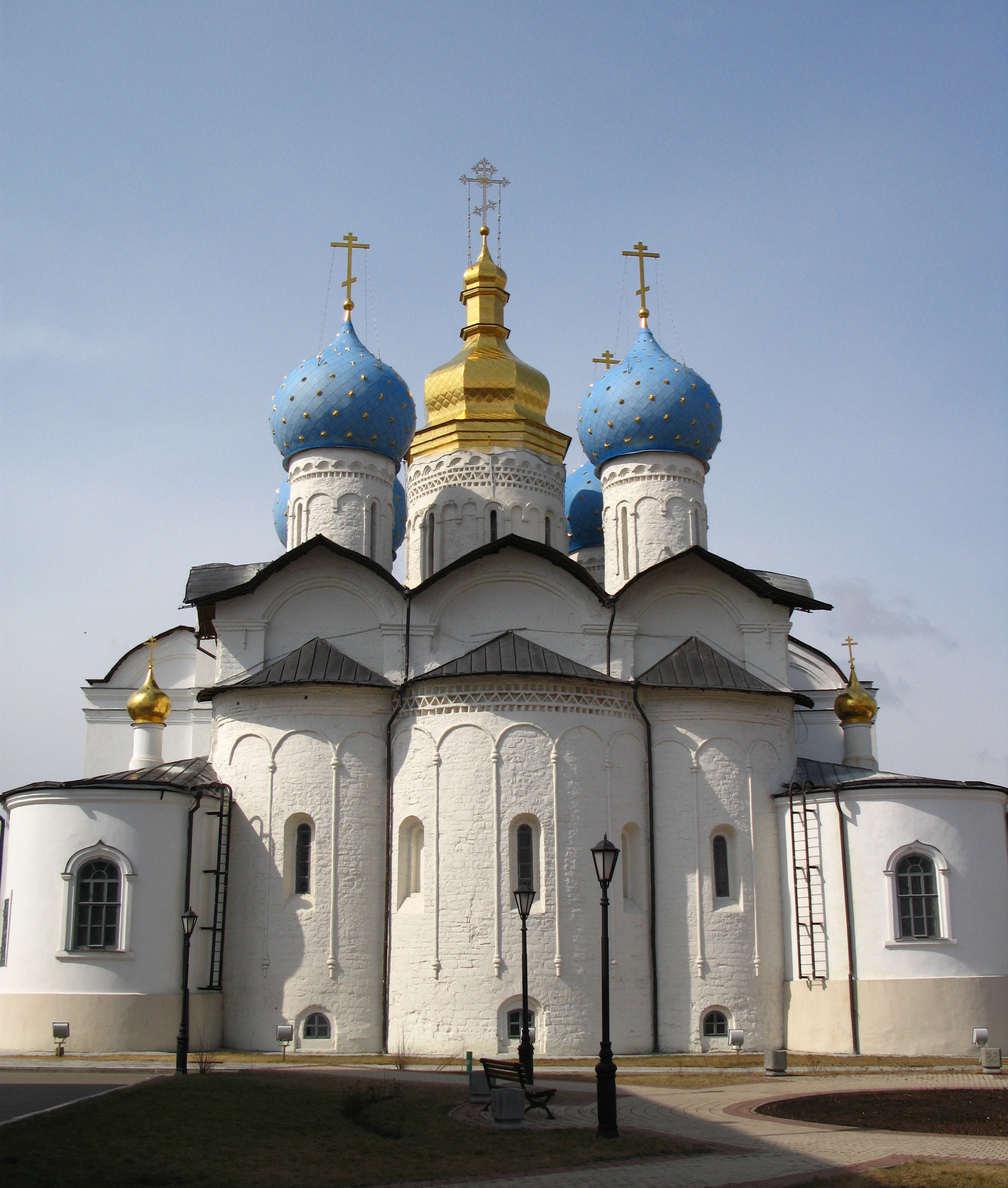
カザンの生神女福音大聖堂

1993年、ファティマのイコンは法王ヨハネ・パウロ2世へと献上された。彼はそれをバチカンに置き、自分の執務室に掲げた。法王はそこで11年間、イコンを崇めることができたのである。彼の言葉によれば、そこは「まるで我が家のような感覚だった。母性にみちた眼差しが私の日々のキリストへの勤めのかたわらにあった」。ヨハネ・パウロ2世は、イコンを手に、モスクワかカザンを訪ね、それを以ってロシア正教会へイコンを返したことにすることを望んでいた。モスクワ総主教がそのような骨折りを断わったところ、2004年8月を以ってイコンはロシア正教会に無条件で贈呈されることになった。同年8月26日、あらためてサン・ピエトロ大聖堂に展示され、崇められてのち、モスクワへと輸送された。2005年、聖なるイコンに定められた祭日である7月21日に、モスクワ総主教アレクシイ2世とタタールスタン共和国の大統領であるミンチメル・シャイミーエフが、カザン・クレムリンの生神女福音大聖堂に置いた。
このイコンは、十字架挙栄教会に納められている。オリジナルのカザンの生神女が発見された土地である。現在、このイコンが発見された地にある修道院を世界的な巡礼地とする計画が進行中である。